# Orbione angusta
Orbione angusta is een pissebed uit de familie Bopyridae. De wetenschappelijke naam van de soort is voor het eerst geldig gepubliceerd in 1923 door Hugo Frederik Nierstrasz & Brender à Brandis.